# Spongivoor

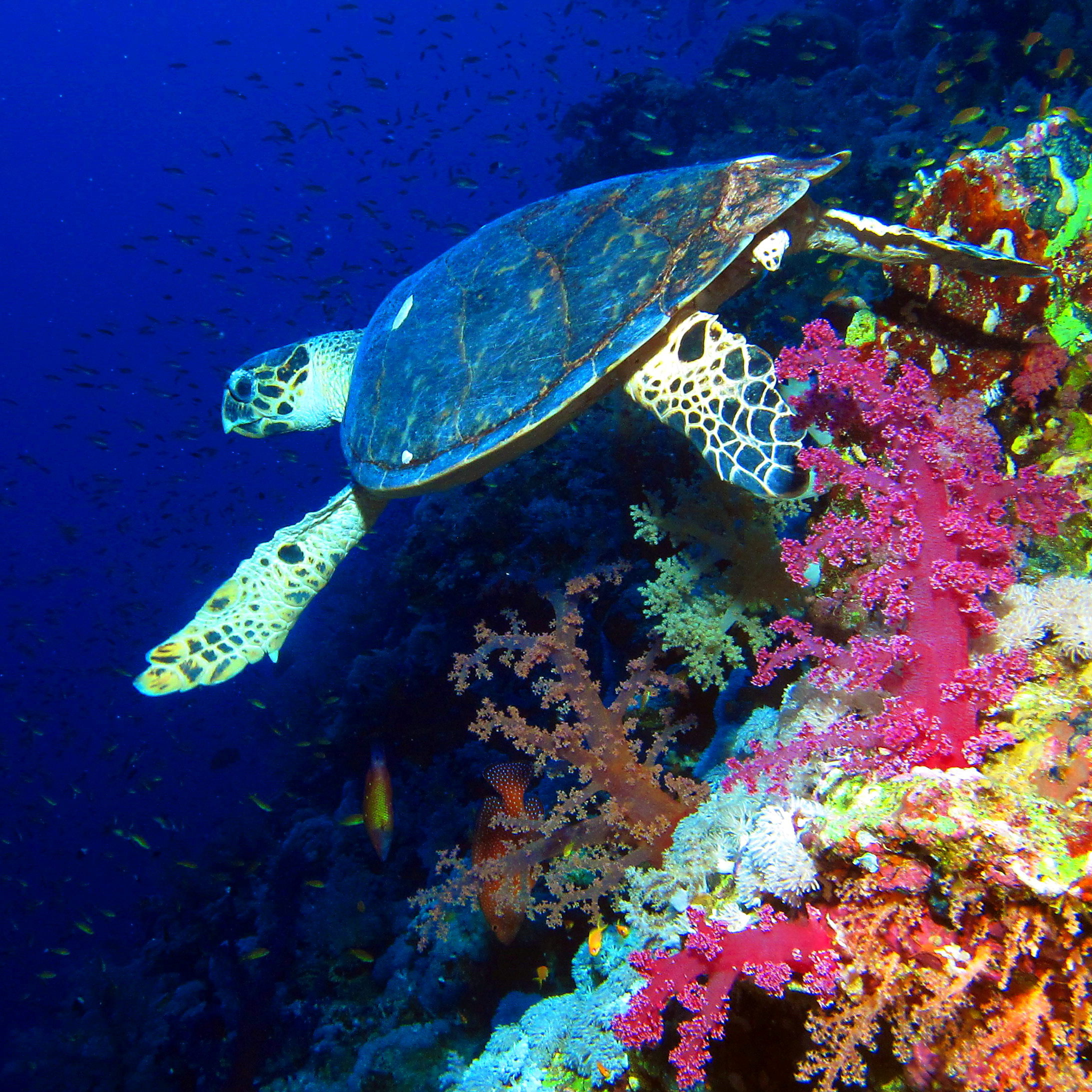
Karetschildpad, een spongivoor

Een spongivoor is een dier dat zich anatomisch en fysiologisch heeft aangepast aan het eten van dieren van de taxonomische stam Porifera, bekend als zeesponzen, als het hoofdbestanddeel van hun voedingspatroon. Als gevolg van hun voedingspatroon hebben spongivore dieren zoals de karetschildpad een scherpe, smalle vogelachtige bek ontwikkeld waarmee ze in spleten van het rif sponzen kunnen pakken.

## Voorbeelden
De karetschildpad is een van de weinige dieren waarvan bekend is dat ze zich voornamelijk voeden met sponzen, en is de enige bekende spongivore reptiel. Sponzen van verschillende geselecteerde soorten vormen tot 95% van de voeding van de Caraïbische karetschildpadden.
Pomacanthus imperator, de keizersvis; Lactophrys bicaudalis, en Stephanolepis hispidus zijn bekende spongivore koraalrifvissen.
Van bepaalde soorten naaktslakken is bekend dat ze zich selectief voeden met specifieke soorten sponzen. 

## Aanvallen en tegenaanvallen

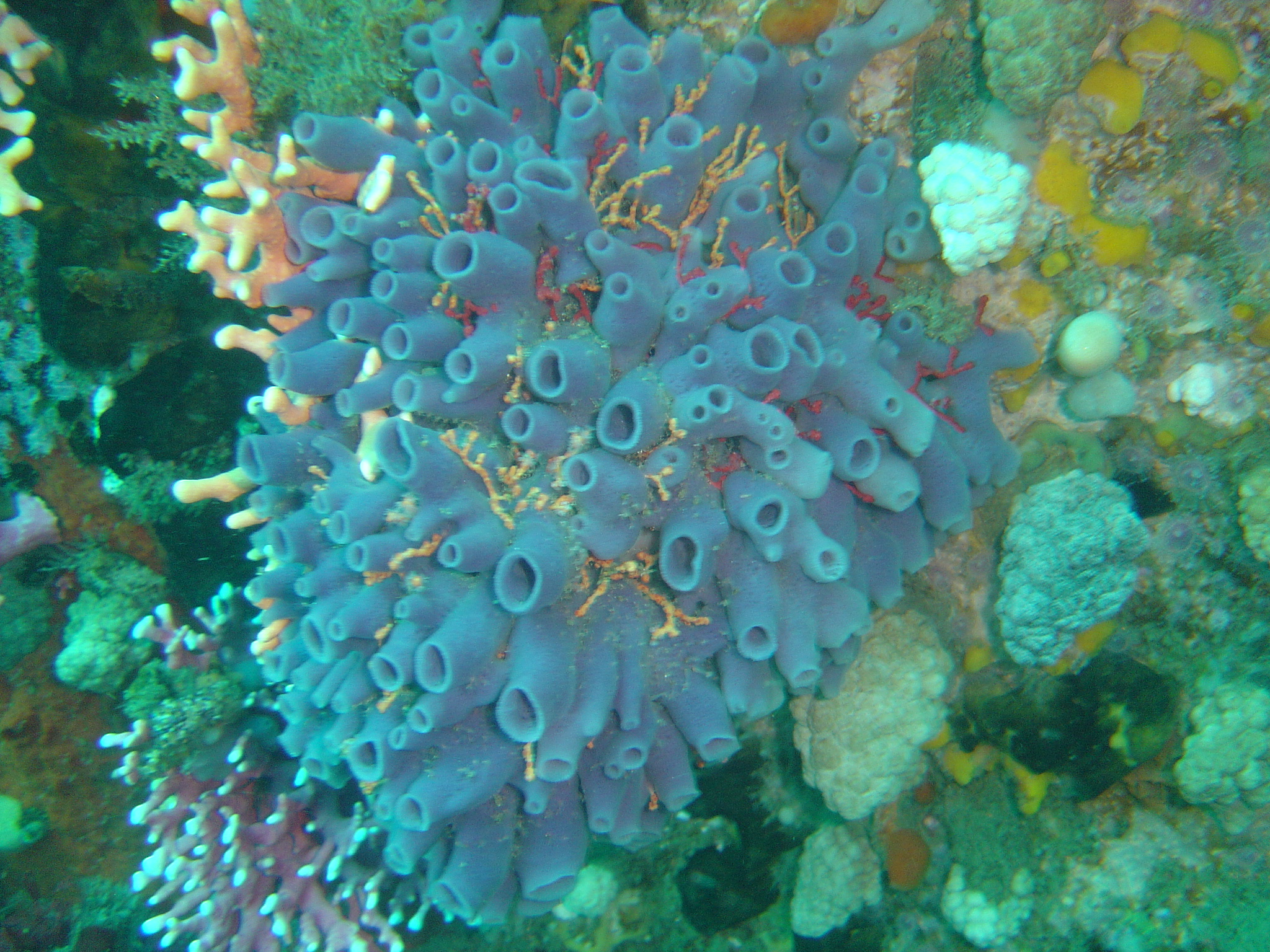
Haliclona anonyma, gegeten door enkele spongivoren.

### Spongivore aanvallen
Door de vele afweermechanismen die sponzen hebben tegen roofdieren moeten spongivoren bepaalde vaardigheden leren om deze afweer te overwinnen. Spongivoren hebben twee primaire strategieën voor het omgaan met sponsafweer:
1. Keuze op basis van kleur.
2. Het in staat zijn om secundaire metabolieten aan te kunnen.

Door middel van kleur kiest een spongivoor welke spons hij wil eten. Een spongivoor bijt een klein stukje spons af en als hij ongedeerd blijft, blijft hij die specifieke spons eten om daarna door te gaan naar een andere spons met dezelfde kleur.
Spongivoren zijn aangepast om de secundaire metabolieten die sponzen hebben aan te kunnen. Daarom kunnen spongivoren een verscheidenheid aan sponzen consumeren zonder beschadigd te raken.

### Verdediging

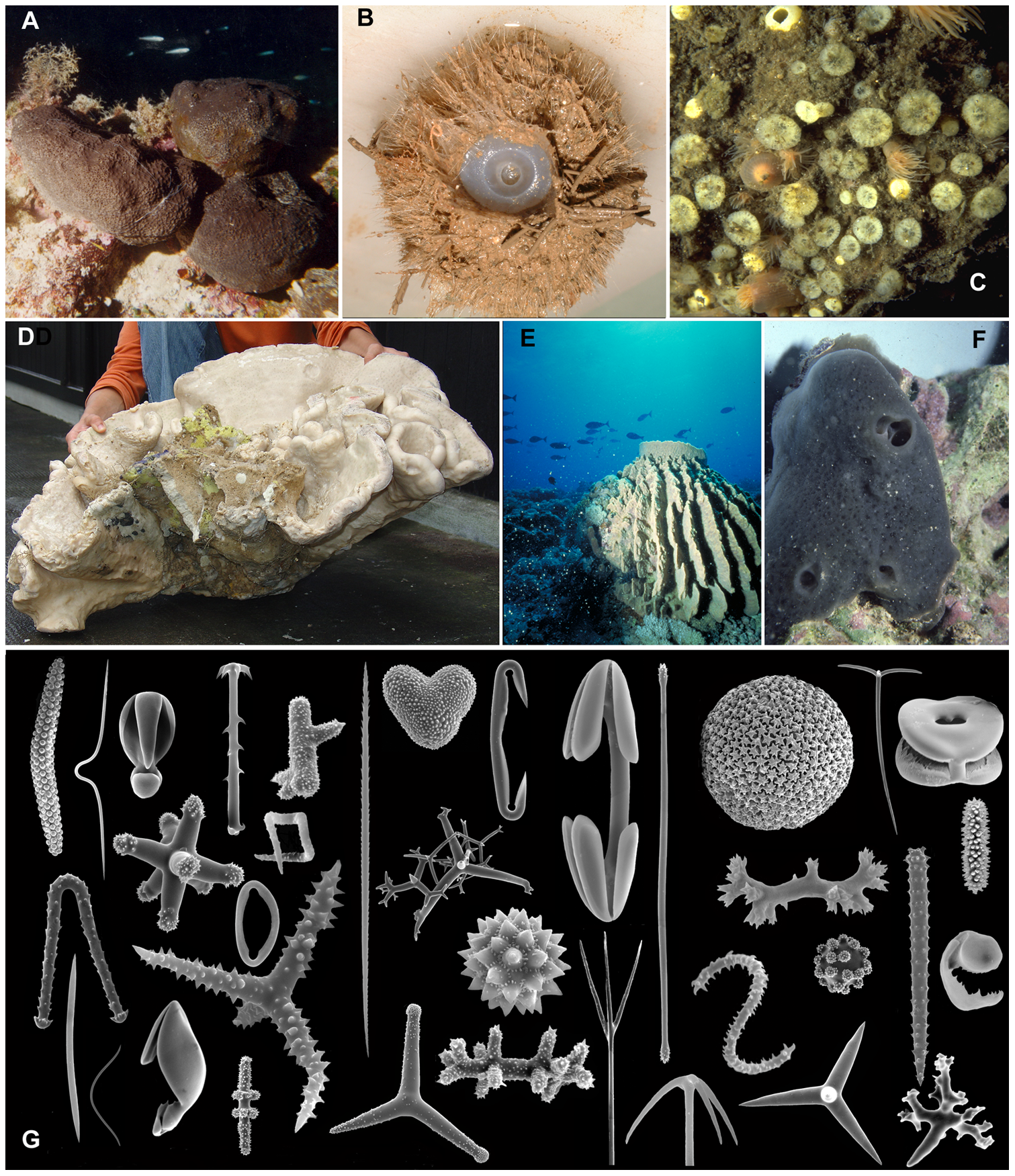
Skeletnaalden van sponzen

Sponzen maken gebruik van structurele en chemische strategieën om predatie tegen te gaan. Een van de meest voorkomende structurele strategieën die sponzen hebben om te voorkomen dat ze door roofdieren worden geconsumeerd, zijn skeletnaalden (spiculae). Als een spons samen met organische verbindingen skeletnaalden bevat, neemt de kans af dat die sponzen door spongivoren worden geconsumeerd.
Sponzen hebben ook aposematische kleuring ontwikkeld om predatie te helpen voorkomen. Helaas hebben sponzen die in de diepzee leven geen voordeel aan aposematisme, omdat de meeste kleur in de diepzee verloren gaat.

## Gevolgen
Sponzen spelen een belangrijke rol in de bodemfauna. Als er veel roofdieren zijn kan dit invloed hebben op bio-erosie, rifvorming en het stikstofgehalte van het water.
Koraalriffen met grotere hoeveelheden sponzen hebben een beter overlevingspercentage dan de riffen met minder sponzen. Sponzen kunnen tijdens stormen als stabilisator fungeren, omdat ze helpen de riffen intact te houden wanneer ze met sterke stromingen te maken krijgen. Sponzen bieden ook habitats voor andere organismen om in te leven, zonder hen zouden deze organismen geen beschermende leefomgeving hebben.